# بغده‌کندی
بغده‌کندی روستایی از توابع بخش مرکزی در شهرستان سقز است که در استان کردستان ایران قرار دارد.

## جمعیت
این روستا در دهستان ترجان واقع شده و براساس سرشماری سال ۱۳۸۵، جمعیت آن ۴۵۶ نفر (۸۸ خانوار) بوده‌است. در سرشماری ۱۳۹۵ جمعیت آن ۴۴۰ نفر و ۱۰۳ خانوار می‌باشد